# Teinoptila antistatica
Teinoptila antistatica là một loài bướm đêm thuộc họ Yponomeutidae. Loài này có ở Trung Quốc (Quý Châu) và on Java.
Sải cánh dài 22–26 mm.
Ấu trùng ăn Euonymus japonicus và Maytenus hookeri. They feed concealed within a few leaves connected with webbing, và they overwinter in this stage.
- Taxonomic study thuộc chi Teinoptila Sauber, 1902 from China (Lepidoptera: Yponomeutidae)